# Mitrephora fragrans
Mitrephora fragrans là một loài thực vật thuộc họ Annonaceae. Đây là loài đặc hữu của Philippines.